# Theonella cupola
Theonella cupola är en svampdjursart som beskrevs av Burton 1928. Theonella cupola ingår i släktet Theonella och familjen Theonellidae.
Artens utbredningsområde är havet utanför Indien. Inga underarter finns listade i Catalogue of Life.